# 延寿县
延寿县是中国黑龙江省哈尔滨市下辖的一个县。该县目前为国家级贫困县。縣人民政府駐延壽鎮。

## 历史沿革

延寿县农田，李茂君拍摄

清光绪六年（1880年）十二月初八，吉林将军铭安奏请设置蚂蜒河分房巡检，驻烧锅甸子（今延河镇兴安村周家屯一带）；二十六日吏部议奏，第一任分房巡检张绍庚认为该地风水不宜，故移至于“坐福朝寿，苍龙巨器”的福山屯，即今延寿镇址。光绪二十九年（1903年）十月设长寿县，属宾州厅管辖。
民国三年（1914年）6月，吉林省西北道改为滨江道，并将长寿县更名同宾县。民国十八年（1929年）改称延寿县。

## 行政区划
延寿县下辖6个镇、3个乡：
延寿镇、六团镇、中和镇、加信镇、延河镇、玉河镇、安山乡、寿山乡、青川乡、太平川种畜场和庆阳农场。

## 人口民族
截至2022年末，延壽縣户籍總人口23.91萬人，全縣出生人口631人，人口出生率為2.63‰，死亡人口764人，死亡率為3.18‰，人口自然增長率為-0.55‰。其中，城鎮人口54265人，鄉村人口18.4835萬人。

## 交通
- 229国道过境。

## 事件
2014年9月2日早4时40分许，位于县城北郊的延寿县看守所三名在押犯罪嫌疑人杀害一名看守所民警后逃跑。